# Universitatea Internațională de Tehnologie a Informației Almatî
Universitatea Internațională de Tehnologie a Informației (în kazahă Халықаралық ақпараттық технологиялар университеті , Halyqaralyq aqparattyq tehnologııalar ýnıversıteti) este o instituție de învățământ superior, înființată în strânsă colaborare cu organizația educațională iCarnegie, care reprezintă universitatea americană de IT Carnegie Mellon⁠(d), în 2009, prin ordinul președintelui Kazahstanului⁠(d). Formarea de specialiști IT calificați și recunoscuți la nivel internațional în Kazahstan a devenit scopul creării unei instituții de învățământ superior cu un profil similar. Universitatea Internațională de Tehnologia Informației a beneficiat de granturi din partea guvernului Kazahstanului⁠(d) și a companiilor naționale de infocomunicații⁠(d), care acoperă discipline din sistemele educaționale kazah și american.
Predarea în cadrul universității se desfășoară în limba engleză.

## Activități academice

### Specializări de licență
- Sisteme Informatice
- Informatică și Ingineria Software-ului
- Informatică
- Management în IT
- Finanțe în IT
- Jurnalism Electronic
- Radioelectronică, Electronică și Telecomunicații
- Modelare Matematică și Informatică

### Specializări de master
- Sisteme Informatice
- Informatică și Ingineria Software-ului
- Management de Proiect
- Modelare Matematică și Informatică

## Cursuri iCarnegie
Educația în cadrul Universității Internaționale de Tehnologia Informației se desfășoară după programele educaționale ale iCarnegie - filială a Carnegie Mellon.
| Cod curs | Numele modulului                                 | Calificare după finalizarea cursului |
| -------- | ------------------------------------------------ | ------------------------------------ |
| SSD1     | Introducere în sistemele informaționale          | Dezvoltator de aplicații web         |
| SSD2     | Introducere în sistemele de calcul               | Specialist suport web                |
| SSD3     | Programare și proiectare orientată pe obiecte    | Dezvoltator Java junior              |
| SSD4     | Proiectare și testare centrată pe utilizator     | Dezvoltator interfețe utilizator     |
| SSD5     | Structuri de date și algoritmi                   | Programator C++                      |
| SSD6     | Programare la nivel de sistem                    | Programator de sistem                |
| SSD7     | Sisteme de baze de date                          | Dezvoltator sisteme de baze de date  |
| SSD8     | Rețele și calcul distribuit                      | Dezvoltator aplicații de rețea       |
| SSD9     | Specificații, testare și întreținere software    | Dezvoltator senior                   |
| SSD10    | Organizarea și managementul proiectelor software | Manager de proiect software          |

### Cursuri ale Programului de Liceu
Cursurile Programului de Liceu - cursuri de pregătire pentru cunoștințele de bază în programare ale candidaților, ale căror obiective principale sunt:
- Să învețe candidații să programeze în Java
- Să învețe utilizarea abordării moderne a programării orientate pe obiecte (POO)
- Să învețe crearea de aplicații cu animații, sunete și control prin tastatură
- Oferirea de certificate iCarnegie, care vor fi luate în considerare pentru admiterea la IITU
- Oferirea oportunității de a lucra la proiecte interesante
- Oferirea oportunității de a învăța de la un Profesor Onorific din SUA, conform standardelor internaționale
- Să învețe cum să creeze pagini web cu jocuri.

## Cooperare internațională
Cooperarea internațională a universității se realizează prin îmbunătățirea sistemului de formare în conformitate cu standardele internaționale, dezvoltarea profesională a personalului didactic, utilizarea de noi tehnologii și practici de vârf în activitățile de predare și cercetare, prin colaborarea cu universități străine în baza unor contracte directe:
| Nr. | Denumirea acordului                                                           | Data               |
| --- | ----------------------------------------------------------------------------- | ------------------ |
| 1   | Memorandum de înțelegere cu Arkansas State University                         | 5 ianuarie 2011    |
| 2   | Memorandum de înțelegere cu London Academy of Management Sciences             | 1 aprilie 2011     |
| 3   | Acord cu Universitatea de Stat de IT, Mecanică și Optică din Sankt Petersburg | 26 martie 2010     |
| 4   | Memorandum de înțelegere cu University Teknikal Mara SDN BHD                  | 2 martie 2010      |
| 5   | Acord cu Institutul de Transport și Telecomunicații                           | 15 martie 2010     |
| 6   | Memorandum cu Universiti Tenaga Nasional                                      | martie 2010        |
| 7   | Memorandum de cooperare cu Prague Development Center                          | 22 decembrie 2010  |
| 8   | Memorandum cu ALSI (Kazahstan)                                                | 21 octombrie 2009  |
| 9   | Memorandum cu Microsoft                                                       | 12 noiembrie 2009  |
| 10  | Memorandum cu Cisco Systems                                                   | 12 noiembrie 2009  |
| 11  | Acord cu Alatau IT City Management                                            | 24 septembrie 2009 |
| 12  | Memorandum cu Orient Lab, Academia regională CISCO                            | 21 octombrie 2009  |
| 13  | Memorandum cu JSC NIT                                                         | 16 iulie 2009      |
| 14  | Memorandum cu Școala de Management al Sistemelor IT, Riga                     | 15 septembrie 2009 |
| 15  | Acord cu iCarnegie                                                            | 9 mai 2009         |

## Laboratoare

### Huawei Cloud Computing of Innogrid
Pe 9 august 2011 a fost creat laboratorul de sisteme deschise și cloud computing în strânsă cooperare între compania chineză Huawei, holdingul ICT "Zerde" și Universitatea Internațională de Tehnologia Informației. Scopul principal al laboratorului este axat pe cercetarea în domeniile cloud computing și sisteme deschise, utilizând tehnologia open source.

### Centrul de Training Apple
- Dezvoltare Aplicații iOS - cursul introduce studenții în limbajul de programare Objective-C și în dezvoltarea de aplicații pentru dispozitive mobile bazate pe iOS. La finalul cursului, studenții vor putea dezvolta aplicații și programe în Objective-C pentru iPhone, iPad și alte dispozitive iOS, precum și să lucreze în mediul de dezvoltare Xcode. Cursul include o introducere în limbajul Objective-C, aplicarea conceptelor de programare orientată pe obiecte în dezvoltarea limbajului, studiul paradigmei de dezvoltare MVC, funcționarea diferitelor componente în mediul de dezvoltare Xcode. Înainte de începerea cursului, studentul ar trebui să fie familiarizat cu programarea orientată pe obiecte, să cunoască sintaxa limbajelor de tip C și să aibă cunoștințe de bază despre instrumente de design grafic, compilatoare și depanatoare.
- Dezvoltare Aplicații Mac OS X - cursul va învăța studenții să dezvolte aplicații pentru sistemul de operare Mac OS X. La finalul cursului, studenții vor avea experiență de lucru cu Cocoa Framework și Objective-C. Necesită cunoștințe anterioare ale limbajului de programare Objective-C. Cursul include o prezentare generală a platformei și a sistemului de operare Mac OS X, principiile de proiectare a interfețelor aplicațiilor pentru computere personale.
- Dezvoltare Apple Avansată - cursul este conceput pentru studiul aprofundat al metodelor și mijloacelor de dezvoltare a aplicațiilor bazate pe tehnologia Apple. Cursul include un studiu mai detaliat al limbajului Objective-C și al bibliotecilor terțe suplimentare, mediilor de dezvoltare Xcode, funcționarea depanatorului, metode de combinare a diferitelor limbi și tehnologii cu programe în Objective-C, framework-uri WebKit, ParseKit, Cocoa, RestKit, scrierea de aplicații web folosind Objective-C și Xcode, arhitectura sistemelor de operare macOS, Apple iOS, kernel-ul Darwin, precum și arhitectura hardware a dispozitivelor Apple iPhone/iPad.

## Proiecte și activități sociale
Hackday Almaty 2011 - în perioada 29-30 aprilie 2011, în incinta IITU a avut loc evenimentul IT Hackday. La eveniment au participat peste 500 de ascultători ai masterclass-urilor și 396 de participanți înregistrați la diferite proiecte în secțiunile IT și secțiunile de Conținut și Media. În cadrul evenimentului au fost anunțate 104 proiecte, dintre care au fost depuse 88 de proiecte.
Hackday Almaty 2012 - în perioada 28-29 aprilie 2012, în incinta IITU a avut loc cel de-al doilea eveniment IT Hackday 2012. În acest an, peste 800 de participanți au luat parte la diferite proiecte în secțiunile IT, Media și Conținut. În colaborare cu universitatea IT, partenerii Hackday 2012 au fost:
- Studioul lui Michael Kechinov
- Samsung
- YourVision
- Xit TV
- Microsoft
- Dr. Web
- Kivvi.kz
- Nur.kz
- namba.kz